# أمين اللجنة الشعبية العامة (ليبيا)
غالباً ما يسمى رئيس الحكومة في أغلبية بلدان العالم رئيس وزراء، لكن هناك استثناءات، فمثلاً في ألمانيا مسمى رئيس الحكومة يكون المستشار، وفي تونس يكون مسمى رئيس الحكومة الوزير الأول، وفي ليبيا في عهد معمر القذافي كان مسمى رئيس الحكومة هو امين اللجنة الشعبية العامة.